# علی کردان
عوضعلی کردان معروف به علی کُردان (زادهٔ ۱ آبان ۱۳۳۷ در چهاردانگهٔ ساری - درگذشتهٔ ۱ آذر ۱۳۸۸ در تهران)، وزیر کشور دولت محمود احمدی‌نژاد بود. وی به دلیل افتخاری بودن مدرک دکترا از دانشگاه آکسفورد و دارا نبودن مدارک تحصیلی کارشناسی و کارشناسی ارشد مورد ادعا از دانشگاه آزاد اسلامی و دریافت حقوق دولتی بر پایهٔ مدرک تحصیلی دکترا و عضویت در هیئت علمی دانشگاه آزاد، توسط مجلس شورای اسلامی، استیضاح و پس از رأی عدم اعتماد اکثریت نمایندگان، از سمت خود، برکنار شد وی سابقاً از اعضای سپاه پاسداران، معاون امور مجلس و استان‌های صدا و سیما، معاون وزیر کار و امور اجتماعی، قائم مقام وزیر نفت بوده است.

## زندگی

### جوانی

سند مبنی بر زندانی شدن وی قبل از انقلاب ۱۳۵۷

علی کردان دوران تحصیلات ابتدایی را در روستایی نزدیک شهرستان ساری سپری کرد و پس از آن به شهر ساری رفت و دوره‌های تحصیلی را تا مقطع دیپلم پشت سر گذاشت.
همزمان با کشمکش بحث وزارت او، سندی در اینترنت دربارهٔ دوران جوانی وی منتشر شد. این سند مبنی بر زندانی شدن وی قبل از انقلاب ۱۳۵۷ در ساری به اتهام ازالهٔ بکارت و سپس آزادی با قرار کفالت بود. این پرونده با توجه به شواهد، پس از پیروزی انقلاب اسلامی به دست فراموشی سپرده می‌شود.

### مرگ
علی کردان در تاریخ ۱۳ آبان ۱۳۸۸ در بیمارستان مسیح دانشوری تهران بستری شد و پس از ۱۹ روز در ۱ آذر درگذشت. وی به بیماری مولتیپل میلوما که نوعی بیماری بدخیم خونی است مبتلا و تحت شیمی‌درمانی بود و گلبول‌های سفیدش بعد از شیمی‌درمانی به‌شدت کاهش یافته بود. وی که با علائم سرماخوردگی بستری شده بود، در نهایت به بیماری آنفلوانزای خوکی دچار شد.
در مراسم تشییع وی معاون وقت رئیس‌جمهور و بعضی مقامات دولتی و مجلسی شرکت داشتند. در پی مرگ کردان سید علی خامنه‌ای رهبر جمهوری اسلامی در پیام تسلیتی شفاهی در مورد کردان اعلام کرده بود «ایشان مظلوم واقع شده بود». همچنین مقامات وقت از جمله رئیس‌جمهور (احمدی‌نژاد)، رئیس صداوسیما (ضرغامی)، رئیس مجلس (لاریجانی) و عبدالله نظری، از علمای حوزه علمیه مازندران پیام تسلیت فرستادند.

## معاونت صدا و سیما
وی در مقام معاونت مجلس و استان‌های صداوسیما پس از انتشار گزارش تحقیق و تفحص مجلس ششم از پنج حساب بانکی صدا و سیما که حاکی از حدود ۵۰۰۰ میلیارد ریال تخلف بود با انتشار کتابی به دفاع از رئیس خود علی لاریجانی پرداخت.

او به غیر از اتهامات مالی با اتهام دست داشتن در تهیهٔ فیلم کارناوال عصر عاشورا مواجه بود که در این مورد گفت:
«آن موقع تحت عنوان عصر عاشورا، دیدم اون را هم به من نسبت داده‌اند در حالی که من هیچ نقشی در آن نداشتم. سه نفر از دوستان بعداً فهمیدم که در اون پرونده نقش داشته‌اند که یکی شون دنبال حکم شرعی می‌گشت که خودش را سر به نیست کند. یکی‌شان دنبال راهی می‌گشت که از کشور برود بیرون، یکی دیگه هم می‌گفت بالاخره کاری است که کردیم و می‌رویم جلو، ببینیم چه می‌شود.»

## وزارت کشور
وی در دوران کوتاه مدت وزارت خود تقریباً تمامی فعالیت‌های اجتماعی حتی حفاظت از محیط زیست را تهدیدی برای امنیت جمهوری اسلامی قلمداد کرد و در اجلاس امامان جمعه گفت:
دولت، جنبش‌های اجتماعی مانند حرکت‌های قومی، جنبش مذهبی (وهابیت وبهاییت)، فرقه‌گرایی، دموکراسی‌خواهی در مقابل مردم سالاری دینی، سکولاریسم، جنبش مجازی و اینترنتی، جنبش روشنفکری بیمار، خرافه‌گرایی، محیط زیست، مسئله فمینیسم و مدرنیسم در مقابل سنت، جنبش‌های حقوق بشر، اجتماعی، سندیکاهای کارگری و جریان‌های دانشجویی را مشمول چالش امنیتی در نظر می‌گیرد.

### عدم مخالفت علی خامنه‌ای
به گفته احمدی‌نژاد خامنه‌ای با انتصاب کردان به پست وزارت کشور مخالف نبوده است.
وقتی خدمت آقا رفتیم، عرض من یک دقیقه هم نشد. من سیر را گفتم و ایشان پرسیدند چقدر آقای کردان را می‌شناسید و من هم توضیح دادم و ایشان گفتند بسیار خوب، بروید و تلاش کنید که ایشان رأی بیاورد.
عدم مخالفت خامنه‌ای در رأی اعتماد نمایندگان مجلس هشتم به علی کردان در تاریخ ۱۵ مرداد ۱۳۸۷ مؤثر بود. طرح بحث موافقت، مخالفت و عدم مخالفت رهبری، توسط حسین شریعتمداری رخ داد. یک روز پس از برکناری کردان در مجلس، خامنه‌ای با ابراز ناراحتی از فضای انتقاد از دولت گفت: «این فضای بی‌بند و باری در حرف زدن و اظهارنظر علیه دولت، مسائلی نیست که خداوند به آسانی از آنها بگذرد.»

### ادعای دریافت سمت جانشینی فرماندهٔ کل قوا در نیروی انتظامی
علی کردان مدعی شد که سمت جانشینی فرمانده کل قوا در نیروی انتظامی را دریافت کرده است. این ادعای وی توسط ستاد کل نیروهای مسلح ایران تکذیب شد. کردان نیز پاسخ داد: «اگر آقای فیروزآبادی تکذیبیه را تأیید کند، فردا نوار ضبط‌شدهٔ صحبت با ایشان را پخش می‌کنم.»

## سوابق تحصیلی و استیضاح

### مدرک دکترای جعلی از دانشگاه آکسفورد
محمود احمدی‌نژاد پس از برکناری مصطفی پورمحمدی از وزارت کشور کردان را به‌عنوان وزیر پیشنهادی به مجلس معرفی کرد. کردان ادعا کرد که موفق به اخذ مدرک دکترای افتخاری حقوق اساسی از دانشگاه آکسفورد شده است. در روز رأی اعتماد، یکی از نمایندگانی که به عنوان مخالف نطق می‌نمود، اظهارداشت که علاوه بر مدرک دکتری، مدرک کارشناسی و کارشناسی ارشد آقای کردان نیز صحت ندارد و جعلی است. کردان در همان روز و در انتهای آخرین دفاعیه خود دربارهٔ مدرک کارشناسی ارشد خود چنین گفت: «اگر می‌دانستم مدرک فوق لیسانس مشکل ساز می‌شود حتماً اقدام می‌کردم و این مدرک را هم به هیئت رئیسه تقدیم می‌کردم.» احمدی‌نژاد در احکام انتصابی سید شمس‌الدین حسینی و حمید بهبهانی از لفظ دکتر برای خطاب به آن‌ها استفاده کرده است؛ در حالی‌که برای حکم انتصابی کردان از این واژه استفاده نکرده است.
با استعلام تعدادی از خبرگزاری‌ها، مقام‌های دانشگاه آکسفورد رسماً اعلام کردند که وی نه دکتری افتخاری و نه هیچ مدرک دیگری از این دانشگاه دریافت نکرده است. پس از بالا گرفتن قضیه دانشگاه آکسفورد بیانیه‌ای در این مورد صادر و در وب سایت دانشگاه قرار داد.

### استیضاح و برکناری
در تاریخ ۱۴ آبان ۱۳۸۷ (۴ نوامبر ۲۰۰۸) مجلس شورای اسلامی طرح عدم اعتماد به علی کردان را مورد مذاکره قرار داد و پس از سخنان موافقان و مخالفان این طرح و اظهارات علی کردان در دفاع از عملکرد خود، طرح عدم اعتماد با اکثریت قابل توجه نمایندگان حاضر در جلسه به تصویب رسید.
در جریان استیضاح، محمود احمدی‌نژاد رئیس‌جمهور حضور نداشت. استیضاح وزیر کشور نخستین استیضاحی بود که از سوی مجلس هشتم شورای اسلامی طرح و نمایندگان به آن رأی مثبت دادند. این استیضاح در حالی از سوی نمایندگان با رأی موافق مواجه شد که احمدی‌نژاد آن را غیرقانونی دانسته بود.
علی کردان در سخنانی که در دفاع از عملکرد خود کرد، اظهار داشت که: «من شیمیایی هستم اما تا حالا نگفته بودم و اکنون که وادار به بیان آن شدم، از خدا طلب مغفرت می‌کنم». وی همچنین بخش فارسی رادیو اسرائیل را به زمینه‌سازی علیه سوابق انقلابی خود متهم کرد.
وی همچنین در مصاحبه‌هایی که بعداً منتشر شد به شرح وقایع دوران استیضاح خود پرداخته و از جمع‌آوری پرونده علیه ۱۲۰ تن از نمایندگان مجلس صحبت کرده است. مطابق با اظهارات منتشر شده، وی جهت حفظ مصالح جمهوری اسلامی ایران از ارائه این مدارک و افشاگری در جلسه استیضاح خودداری کرده است.
از ۲۴۷ نماینده حاضر در جلسه، ۱۸۸ نفر به طرح عدم اعتماد به علی کردان رأی موافق دادند، درحالی‌که ۴۵ نفر به این طرح رأی منفی و ۱۴ نفر دیگر رأی ممتنع دادند. گفتنی است که شمارش آرا، به صورت کتبی و با ورقه صورت گرفت.

## تداوم همکاری با دولت احمدی‌نژاد
پس از استیضاح و برکناری کردان، همکاری وی با دولت همچنان ادامه یافت.

### فعالیت انتخاباتی
علی کردان در انتخابات دور دهم ریاست جمهوری برای پیروزی مجدد احمدی‌نژاد وارد عمل شد و به سخنرانی در ساری پرداخت. برخی رسانه‌های منتقد دولت وی را رئیس سایه ستاد انتخاباتی احمدی‌نژاد دانسته و برخی دیگر معتقدند که وی از نفوذ خود در صداوسیما برای لغو مناظره انتخاباتی میان هواداران کاندیداها استفاده کرده است.

### مراسم تودیع
مراسم تودیع وی با حضور محمود احمدی‌نژاد برگزار شد. کردان در این مراسم گفت: «چرا به خاطر یک دستمال قیطریه را به آتش می‌کشیم؟» که احتمالاً منظور او قیصریه بوده است چرا که قیطریه محله‌ای است در شمال تهران که تا به حال به آتش کشیده نشده است.

### حمایت و تجلیل
کردان خود نقل می‌کند:

«شب استیضاح آقای حسین انصاریان به من زنگ زدند، خیلی اظهار نگرانی کردند، گفتند من واقعاً ناراحت‌ام و فکر می‌کنم یک ظلم بزرگی در حق شما دارد می‌شود. آقای صدیقی با من صحبت کردند، ابراز ناراحتی کردند. آقای فاطمی‌نیا غروب استیضاح تشریف آوردند منزل ما و ایشان حدود یک ساعت و نیم با خانم من و با تک تک بچه‌ها حرف زدند و اظهار لطف به ما کردند. حضرت آقای امجد که من هیچ ارتباطی با ایشان نداشتم، خودشان رفتند در دانشگاه تهران و به ظلمی که به من شد اعتراض کردند.»
فاطمی‌نیا از استادان اخلاق و عرفان اظهار داشته بود: «... از علاقه‌مندان کردان هستم و همیشه برای روح ایشان دعا می‌کنم.» وی در زمان استیضاح دربارهٔ کردان گفته بود: «وظیفه خود احساس کردم … اذعان کنم که به ایشان جفا شده است.»
عبدالله نظری از قول نورالله طبرسی گفت که علی خامنه‌ای درگذشت وی را تسلیت گفته و نیز گفته است:
 «آقای کردان خدمتگزاری خوب برای انقلاب بود و ایشان مظلوم واقع شد، سلام و تسلیت مرا در این زمینه به مردم مازندران برسانید.»
محمود احمدی‌نژاد در مراسم اولین سالگرد مرگ علی کردان در ساری شرکت کرد و در این مراسم به سخنرانی پرداخت. وی گفت:
توجه و عشق به اهل بیت و امام عصر سر تا سر وجود کردان را پر کرده بود و او یک بسیجی تمام عیار بود… او یک غدیری به تمام معنا بود و با همه وجودش عاشق اهل بیت و پیامبر اکرم و مؤمن واقعی بود.
مرتضی ادیب یزدی از خطبای حوزوی در چهارمین سالگرد درگذشت وی از کردان به عنوان مغز متفکر مدیریت در کشور یاد کرد و گفت:
 «کردان با اراده پولادین و نگاه جانانه مدیریت اسلامی را در جامعه پایه‌گذاری نمود و … نماد مدیریت حزب‌الله بود و با مرگ وی خیلی از مسائل برملا شد… مرگ ناگهانی کردان خسارت سنگینی بر نظام وارد کرد، … کردان دل‌شکسته و اشک‌ریزان از دنیا رفت.»
سید رضا تقوی رئیس شورای سیاست‌گذاری ائمه جمعه در مورد جریان استیضاح کردان: «در خصوص کردان بی‌انصافی شد»

## مهم‌ترین مناصب
- مسئول اطلاعات و تحقیقات سپاه پاسداران استان مازندران
- دادیار و جانشین دادستان ساری
- جانشین دادستان آمل در واقعه آمل (۱۳۶۰)
- دادستان شهرهای هشتپر، آستارا و شهرستان خلخال
- فرماندار علی‌آباد کتول و گنبد کاووس
- معاون اداری و مالی سازمان مسکن
- معاون و قائم‌مقام سازمان ثبت اسناد و املاک کشور
- قائم مقام سازمان ایرانگردی و جهانگردی
- معاون اداری و مالی سازمان صدا و سیما
- معاون امور مجلس و استان‌های صدا و سیما
- معاون وزیر کار و امور اجتماعی
- رئیس سازمان آموزش فنی و حرفه‌ای
- عضو هیئت علمی دانشگاه آزاد اسلامی
- قائم‌مقام وزارت نفت[۴۷]
- وزیر کشور

### عضویت در مجامع و شوراها و کمیته‌ها
- عضو مجمع مشورتی حقوقی شورای نگهبان
- عضو کمیته حقوقی مجمع تشخیص مصلحت نظام
- عضو شورای عالی آموزش و پرورش
- عضو شورای نظارت بر صدا و سیما
- عضو هیئت تطبیق مصوبات مجلس با دولت در دوره ششم و هفتم
- رئیس کمیته کاهش تقاضای مواد مخدر کشور[۴۸]